# Missionárias da Caridade
Missionárias da Caridade (M.C.) é uma congregação religiosa católica concebida e fundada por Santa Teresa de Calcutá com o objetivo único de viver a caridade no dia-a-dia, de modo a assistir e auxiliar os mais desvalidos e mais pobres. A congregação tem cerca de 4500 membros em 133 países do globo.

## História
Em meados de 1950, Madre Teresa foi autorizada pelo Papa Pio XII a iniciar uma congregação religiosa, que deveria, segundo o Vaticano, se chamar Congregação Diocesana de Calcutá. A sua principal missão seria de cuidar dos "pobres, necessitados, doentes e excluídos do meio social". A congregação foi finalmente fundada em Calcutá, cidade que acolheu Madre Teresa em sua vida religiosa, com apenas 12 membros. Com o apoio do governo indiano, Madre Teresa reformou um templo hindu e o transformou num abrigo para desabrigados e doentes. Madre Teresa também abriu um centro de tratamento de leprosos em Titagarh.
Em 1965, o Papa Paulo VI autorizou Madre Teresa a expandir o projeto em outros países. A congregação experimentou, então, rápido crescimento e Madre Teresa pôde abrir várias comunidades em todo o mundo. O primeiro país a receber as Missionárias foi a Venezuela, sendo seguida pela Itália e Tanzânia. A primeira filial na América do Norte foi aberta no Bronx, na cidade de Nova Iorque. 
Em 1990, Madre Teresa e um grupo de missionárias visitaram a cidade de Leganés para avaliar as possibilidades de criar uma nova filial na Espanha. A fundadora da congregação se sensibilizou com a história de uma mulher caridosa que alimentava os pobres nas ruas da cidade. Madre Teresa tomou a história desta mulher como exemplo de amor e caridade. 